# Tony Eason
(en) Statistiques sur pro-football-reference
Charles Carroll « Tony » Eason IV, né le 8 octobre 1959 à Blythe en Californie, est un joueur américain de football américain ayant évolué au poste de quarterback.

## Biographie
Étudiant à l'université de l'Illinois à Urbana-Champaign, il joua pour les Fighting Illini de l'Illinois.
Il est drafté en 1983 à la 15e place par les Patriots de la Nouvelle-Angleterre. Il ira par la suite aux Jets de New York.